# Aurélie Neyret
Aurélie Neyret, née le 24 mai 1983, est une illustratrice et dessinatrice de bande dessinée française.

## Biographie
Elle a suivi des cours à l'École Émile Cohl mais interrompt son cursus et se forme en autodidacte. Elle a collaboré avec la presse, en particulier les publications jeunesse. Elle participe à des albums collectifs puis, avec Joris Chamblain, publie son premier ouvrage : Les Carnets de Cerise, à partir de 2012. La série rencontre un grand succès critique et remporte notamment le Prix Jeunesse lors du Festival international de la bande dessinée d'Angoulême en 2014.
En février 2016, Aurélie Neyret refuse sa nomination dans l’ordre des Arts et des Lettres, comme trois autres auteures de bandes dessinées.

## Publications

### Bande dessinée

#### Participations
- Contes et légendes des pays celtes en bande dessinées, Petit à petit, 2009.
- Michael Jackson en bandes dessinées[4], Petit à petit, 2009.
- Les Contes en bandes dessinées, Petit à petit, 2010.
- The Rolling Stones en bandes dessinées[5],[6], Petit à petit, 2010.
- Les Filles de Soleil, Soleil.

T.19 (2014), T.20 (2015), T.21 (2016), T.22 (2017), T.23 (2018), T.24 (2019).

#### Albums
- Les Carnets de Cerise, scénario de Joris Chamblain, collection Métamorphose, Soleil :

1. Le Zoo pétrifié, 2012 ;
2. Le Livre d'Hector, 2013 ;
3. Le Dernier des cinq trésors, 2014 ;
4. La Déesse sans visage[7], 2016 ;
5. Des premières neiges aux perséides[8], 2017.

Hors Série : Les Carnets de Cerise et Valentin , 2018
- Lulu et Nelson[9], écriture Charlotte Girard et Jean-Marie Omont, Soleil :
  1. Cap sur l'Afrique, 2019;
  2. Le royaume des lions, 2020;
  3. La lionne blanche, 2022;

## Principaux prix et distinctions
- Sélection jeunesse du Festival d'Angoulême 2013 pour Les carnets de Cerise, tome 1 : Le Zoo pétrifié, scénarisé par Joris Chamblain
- Prix Jeunesse du festival d'Angoulême 2014[10] pour Les Carnets de Cerise, tome 2 : Le Livre d'Hector, scénarisé par Joris Chamblain
- Prix Livrentête 2014[11] Catégorie BD Junior, pour Les carnets de Cerise, tome 1 : Le Zoo pétrifié, scénarisé par Joris Chamblain
  - Prix de l'Enseignement 41 pour le Jeune Public avec Les Carnets de Cerise, le livre d'Hector
- Prix Saint-Michel, Catégorie Humour-Jeunesse 2015[12] pour Les Carnets de Cerise, tome 3 : Le Dernier des cinq trésors, scénarisé par Joris Chamblain
- Prix Paille en Queue 2016[13] du Salon du Livre jeunesse de l'océan Indien, Catégorie 5e-4e pour Les Carnets de Cerise, tome 4 : La Déesse sans visage, scénario de Joris Chamblain.
- Invitée d'honneur du 43e festival de la bande dessinée de Chambéry[14].
- 2020 : prix Ligue de l'enseignement 41 pour le jeune public, avec Charlotte Girard et Jean-Marie Omont pour Lulu et Nelson t. 1 Cap sur l'Afrique, Soleil[15].

### Documentation
- Paul Giner, « Lulu et Nelson : ciao Cerise, bonjour Lulu », Casemate, no 130,‎ novembre 2019, p. 64.